# Nandinia binotata
Lo zibetto delle palme africano, altrimenti noto come zibetto delle palme dalle due macchie o semplicemente nandinia (Nandinia binotata), è un piccolo mammifero carnivoro che vive in Africa orientale.

## Caratteristiche
La nandinia ha un corpo lungo e basso, zampe piuttosto corte, coda lunga e sottile, orecchie piccole; in generale, il suo corpo assomiglia vagamente a quello di un gatto. Gli adulti, di solito, pesano un chilo e settanta, fino a un massimo di quasi due chili e mezzo. Questi animali vivono nelle foreste dell'Africa orientale, dove sfruttano la loro abilità di arrampicarsi sugli alberi. La nandinia ha una dieta molto variegata, che comprende roditori, insetti, uova, carogne, frutti, uccelli e pipistrelli frugivori. È un animale generalmente solitario, attivo principalmente di notte.

## Classificazione
Anche se fisicamente assomigliano moltissimo agli zibetti comuni (Viverridae), questi piccoli predatori africani potrebbero essere ben distinti dal punto di vista genetico. Sembra infatti che la nandinia si sia differenziata dal ramo che porta ai loro presunti parenti viverridi ben prima dei felidi. Alcune caratteristiche estremamente primitive delle ossa dell'orecchio, inoltre, sembrerebbero porre la nandinia alla base dell'albero evolutivo dei carnivori attuali. Questa concezione non è universalmente accettata, ma in generale la nandinia è comunque classificata in una famiglia a sé stante, i nandiniidi (Nandiniidae).